# Ricardo Arnaiz
Ricardo Arnaiz (n. Monterrey, México, 4 de junio de 1974) es un director, productor y escritor de cine de animación y empresario mexicano.
Es conocido por ser el fundador y dueño de Animex Producciones: una casa productora y estudio de animación digital mexicana, establecida en la ciudad de Puebla, especializada en la producción de dibujos animados para cine y televisión. Fundada en el año 2000, es conocida por ser la casa productora de películas animadas mexicanas como: La Leyenda de la Nahuala (2007), Nikté (2009), La Revolución de Juan Escopeta (2011), Selección Canina (2015), El Americano: The Movie (2016) y Héroes (2023). Estudió en la Universidad Iberoamericana Puebla la carrera de Diseño gráfico.
La cinta animada El Americano, dirigida por Arnaiz, narra las aventuras de Cuco, el loro en su viaje a Hollywood para convertirse en un superhéroe. Fue una coproducción entre México y Estados Unidos, grabada en estudios de Puebla y Tijuana. Fue producida por Edward James Olmos y cuenta con las voces de Adal Ramones, Lisa Kudrow, Kate del Castillo y Aleks Syntek, entre otros.
Se le reconoce por ser el creador original de los personajes que forman parte de la franquicia y saga cinematográfica Las Leyendas, que comenzó con su largometraje La Leyenda de la Nahuala, y de la que más tarde, la productora Ánima Estudios realizó 6 secuelas, dos series animadas para la plataforma de streaming Netflix y un videojuego para dispositivos móviles.

## Filmografía
| Título                                     | Año       | Rol                            |
| ------------------------------------------ | --------- | ------------------------------ |
| Maya: La primera gran historia (cancelada) | 2004-2005 | Productor, Director            |
| La Leyenda de la Nahuala                   | 2007      | Productor, Director            |
| Nikte                                      | 2009      | Productor, Director            |
| La leyenda de la Llorona                   | 2011      | Guionista                      |
| La Revolución de Juan Escopeta             | 2011      | Productor                      |
| La Leyenda de las Momias de Guanajuato     | 2014      | Productor, Guionista           |
| Selección Canina                           | 2015      | Productor                      |
| El Americano: The Movie                    | 2016      | Productor, Guionista, Director |
| Las leyendas: el origen                    | 2022      | Director                       |
| Héroes                                     | 2023      | Productor, Guionista, Director |
| Neri Vela: Espacio sin Límites             | 2025      | Director                       |
| Canas al Aire                              | 2026      | Productor                      |